# Contador de gas

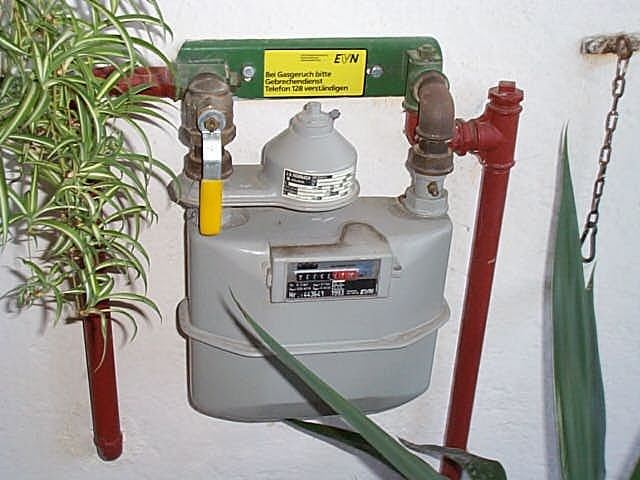
Diafragma contador de gass con un regulador de presión gas

Un contador de gas o contador del gas (o también medidor del gas) es un dispositivo de medida para la determinación de una cantidad de gas consumida durante un periodo determinado . Los contadores de gas se utilizan principalmente en el ámbito de suministro de gas, pero también se pueden utilizar para mesurar con precisión una cantidad en pruebas de laboratorio. La unidad emprada para mesurar el gas gastado es el metro cúbico a partir de la diferencia entre cada periodo se hace la facturación estándar de metros cúbicos
Para detectar el flujo de gas, la mayoría los contadores de gas. se pueden fabricar ya sea intermediando dispositivos mecánicos o electrónicos, dependiendo de la tecnología pedida.
Los contadores de gas que se utilizan en el mercado, están sujetos a una verificación obligatoria cada cierto tiempo. Hay unas ordenanzas (específicas de cada compañía) que definen los periodos respectivos en los cuales el contador de gas será sometido a una calibración.
Para la lectura remota de contadores, hay la posibilidad de equipar el medidor de gas con interfaces de lectura remota. Entonces el fabricante puede hacer la lectura en cualquier momento o de forma esporádica. Para los clientes de gas con la estructura de consumo de gas doméstico normal, no se utiliza en general la posibilidad de lectura a distancia. En el aspecto comercial, en el caso de grandes Consumidores, como por ejemplo, por ejemplo, plantas de calderas de explotación industrial, se utiliza un contador de gas especial para un posterior procesamiento de la medida de metros cúbicos distribuidos.
Si la presión del gas a la conexión de servicio tiene más de 23-25 mbar de sobrepresión, la mayoría de los contadores tienen un limitador de presión de gas (un regulador de presión) que reduce el alta presión de la red de gas.
El primer contador de gas fue construido en 1816, por el Británico Samuel Clegg.

## Tipo
- Contador de diafragma
- Contador rotativo[1]
- Contador de turbina[2]